# Vaclovas Volkovas
Vaclovas Volkovas (* 3. Januar 1947; † 13. März 2021) war ein litauischer Politiker und Bürgermeister der Stadtgemeinde Šiauliai.

## Leben
Von 1989 bis 1990 war er Erster Sekretär der Lietuvos komunistų partija in Šiauliai. Von 1995 bis 1997 und ab 2003 amtierte er als Vertreter der Regierung Litauens im Bezirk Šiauliai.
Volkovas stand von 1997 bis 2002 einem Individualunternehmen vor. Von 1997 bis 2007 war er Mitglied im Stadtrat von Šiauliai und fungierte dort von 2002 bis 2003 als Bürgermeister.
Ab 1990 war er Mitglied von Lietuvos demokratinė darbo partija (LDDP), ab 2001 von Lietuvos socialdemokratų partija (LSDP).
Volkovas war verheiratet und hatte mit seiner Frau Onutė Miliutė zwei Söhne.